# Pascual Poveda Poveda
Pascual Poveda Poveda (Villena, 29 de junio de 1895- Orán, 21 de noviembre de 1960) fue un sindicalista y político socialista español.
Miembro de la Unión General de Trabajadores (UGT) y del Partido Socialista Obrero Español (PSOE) en su localidad natal, participó en la reconstrucción de las agrupaciones socialistas tras la escisión de una parte de sus miembros para crear el Partido Comunista (PCE). Durante la Segunda República fue representante sindical en los Jurados Mixtos provinciales. Elegido concejal del ayuntamiento de Villena en las elecciones municipales de 1931, permaneció en la corporación municipal durante la Guerra Civil, haciéndose cargo de la alcaldía a finales de 1937, en sustitución del también socialista José Maruenda Sentana. Al finalizar la guerra se exilió en Francia para trasladarse posteriormente a Orán.
- Datos: Q6065487